# Kikeout Mountain
Kikeout Mountain is een berg in de plaats Kinnelon, Morris County, New Jersey, in de Verenigde Staten. Het bevindt zich dichtbij New York.
De naam Kikeout komt van het Nederlands kijkuit, voor een uitkijkplaats. Dit gebied van New Jersey viel binnen de kolonie Nieuw-Nederland en daarom zijn er veel Nederlandse toponiemen te vinden. Ter plaatse is de uitspraak "Kakeout" (KEEK-out). De spelling heeft een kleine lokale controverse veroorzaakt omdat sommige Amerikanen het associëren met het Amerikaans-Engelse woord kike, een racistisch scheldwoord voor jood.